# L'Anté-peuple
L'Anté-peuple, écrit en 1976, paru en 1983 aux éditions du Seuil à Paris en France et réédité en 2010, est un roman de Sony Labou Tansi. Ce livre a obtenu la même année le Grand prix littéraire d'Afrique noire,. L'œuvre commence par une suite d'aventures rocambolesques, avant qu'émerge un sentiment de déluge.

## Résumé
La fiction commence à Kinshasa. Nitu Dadou est directeur d'une école accueillant des jeunes filles. Responsable, il est aussi marié depuis 9 ans avec une institutrice, et père de deux filles menant une bonne vie. Un jour Yavelde, l'une de ses élèves le poursuit de ses avances. Cette rencontre amoureuse va nuire au bonheur de Dadou. Après avoir trouvé tous les subterfuges pour échapper aux avances de la jeune fille et lutter contre ses propres désirs, y compris en se réfugiant dans l'alcool, il est finalement emprisonné à la suite d'une lettre de dénonciation que son amoureuse transie a rédigée avant de se suicider. Elle l'accuse de l'avoir rendue enceinte. À cette nouvelle, sa femme se suicide et ses filles sont tuées par une foule en colère. 
Il réussit à s'échapper de la prison zaïroise, et entame alors une quête pour donner un sens à sa vie. C'est en renonçant à tous ses désirs, en se confrontant à l'« ailleurs » et en cherchant au-delà des mots et des apparences qu'il découvre « la vraie vie »